# 宮道潔興
宮道 潔興（みやじ の きよき、生没年不詳）は、平安時代前期の官人・歌人。名は潔樹とも記される。主計頭・宮道弥益の子とする系図がある。官位は正六位下・越前権少掾。

## 経歴
従兄弟（または兄弟）の宮道列子の孫にあたる皇太子・敦仁親王に帯刀舎人として仕え、敦仁親王即位（醍醐天皇）後の昌泰元年（898年）内舎人に任ぜられる。昌泰3年（900年）内膳典膳に遷り、延喜7年（907年）紀貫之と交替して越前権少掾となり地方官に転じた。
勅撰歌人として『古今和歌集』に和歌作品1首が収められている。

## 官歴
『古今和歌集目録』による。
- 昌泰元年（898年） 2月23日：内舎人（前坊帯刀）
- 昌泰3年（900年） 5月15日：内膳典膳
- 延喜7年（907年） 2月29日：越前権少掾（与貫之相替）

## 系譜
- 父：宮道弥益[3]
- 母：不詳
- 生母不詳の子女
  - 男子：宮道高風[3]